# Tezonapa (municipalité)
La municipalité de Tezonapa est l'une des 212 municipalités de l'État de Veracruz, et est située dans la partie centrale de cet État. Elle se trouve à l'ouest du golfe du Mexique, dans le bassin versant de la rivière Río Tonto, affluente du fleuve Río Papaloapan, et est assise sur les piémonts et les contreforts de la chaîne de montagnes de la Sierra Madre orientale. Située aux confins de l'État de Veracruz, elle est limitrophe au sud-est de l'État de Oaxaca, et sud-ouest de celui de Puebla. Son chef-lieu est la ville homonyme de Tezonapa. Elle dépend de la région administrative de Las Montañas, qui est une des 10 subdivisions administratives de l'État de Veracruz.

## Géographie
La municipalité de Tezonapa s'étend s'étend du nord-ouest au sud-est dans le bassin versant de la rivière Río Tonto, affluente du fleuve Río Papaloapan, qui forme sa limite ouest et sud-ouest, et la sépare des États de Puebla, puis de Oaxaca. Elle est traversée par des rivières affluentes du Río Tonto, telles que les rivières San Jerónimo et Santiago. Assise pour partie sur les contreforts du massif montagneux de la Sierra Madre orientale, son altitude oscille entre 60 et 1500 mètres. Son chef-lieu est la ville éponyme de Tezonapa, qui se trouve sur les confins nord-ouest de son territoire, en situation de conurbation avec la ville de Cosolapa, chef-lieu de la municipalité de même nom, dans l'État de Oaxaca. Son territoire couvre une superficie de 524,6 km2, et était peuplé en 2020 de 54 537 habitants, pour une densité de 104 habitants par km2.
La municipalité est limitrophe au nord de celle de Omealca (municipalité), à l'ouest de celles de Zongolica, et, dans l'État de Puebla, de celles de Eloxochitlán et de San Sebastián Tlacotepec. Elle est limitrophe au sud, dans l'État de Oaxaca, de la municipalité de Santa María Chilchotla, puis à l'est de celles de Acatlán de Pérez Figueroa et de Cosolapa.

## Composition et démographie
La municipalité était composée en 2020 de 142 localités, dont 2 étaient considérées comme urbaines, les autres étant rurales.
| Localité                  | Population |
| ------------------------- | ---------- |
| Tezonapa                  | 5653       |
| Motzorongo                | 4037       |
| Paraíso la Reforma        | 2435       |
| Presidio (Plan de Libres) | 2372       |
| Caxapa                    | 2026       |
| Reste des localités       | 38 014     |
| Total population          | 54 537     |

En plus de l'espagnol, plusieurs langues amérindiennes sont parlées dans la municipalité, dont les principales sont par ordre d'importance : le nahuatl, et dans une moindre mesure le mazatèque, le mixtèque, et le popoluca.

## Histoire
La municipalité de Tezonapa a été créée en 1960.

## Économie

### Agriculture et élevage
La superficie des parcelles semées représentait en 2019 une surface totale de 32 201 hectares, parmi lesquels 15 400 hectares étaient voués à la culture du caféier, 10 200 hectares étaient voués à la culture de la canne à sucre, et 5528 hectares étaient voués à celle du maïs.
En 2020, la production de viande par tonnes comprenait 141,6 tonnes de viande bovine, 100,1 tonnes de viande porcine, 46,1 tonnes de viande ovine, 0,4 tonne de viande caprine, 82,7 tonnes de volailles, et 3,6 tonnes de dinde. La superficie vouée à l'élevage représentait alors 5560 hectares.